# 907-й истребительный авиационный полк ПВО
907-й истребительный авиационный полк ПВО (907-й иап ПВО) — воинская часть истребительной авиации ПВО, принимавшая участие в боевых действиях Великой Отечественной войны.

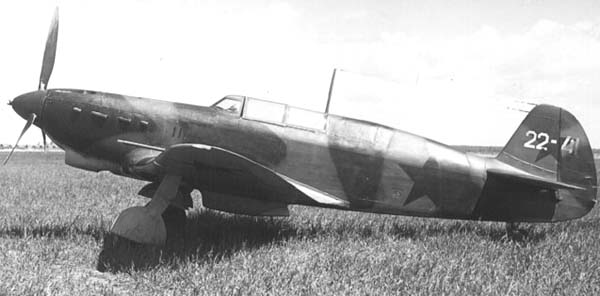
Самолет Як-7б. Такими самолётами полк был вооружен при формировании

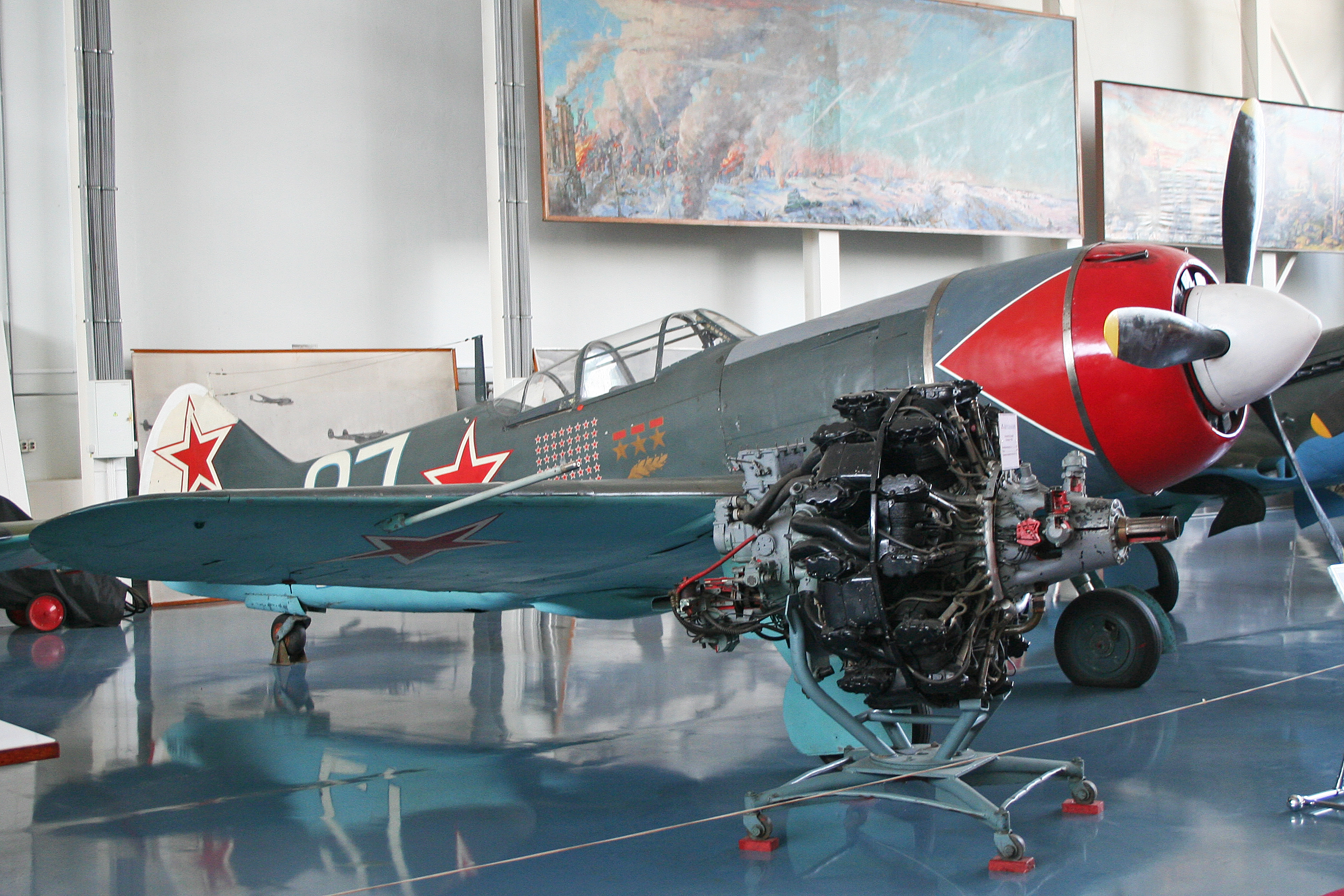
Самолетами Ла-7 полк вооружен в 1946 году.

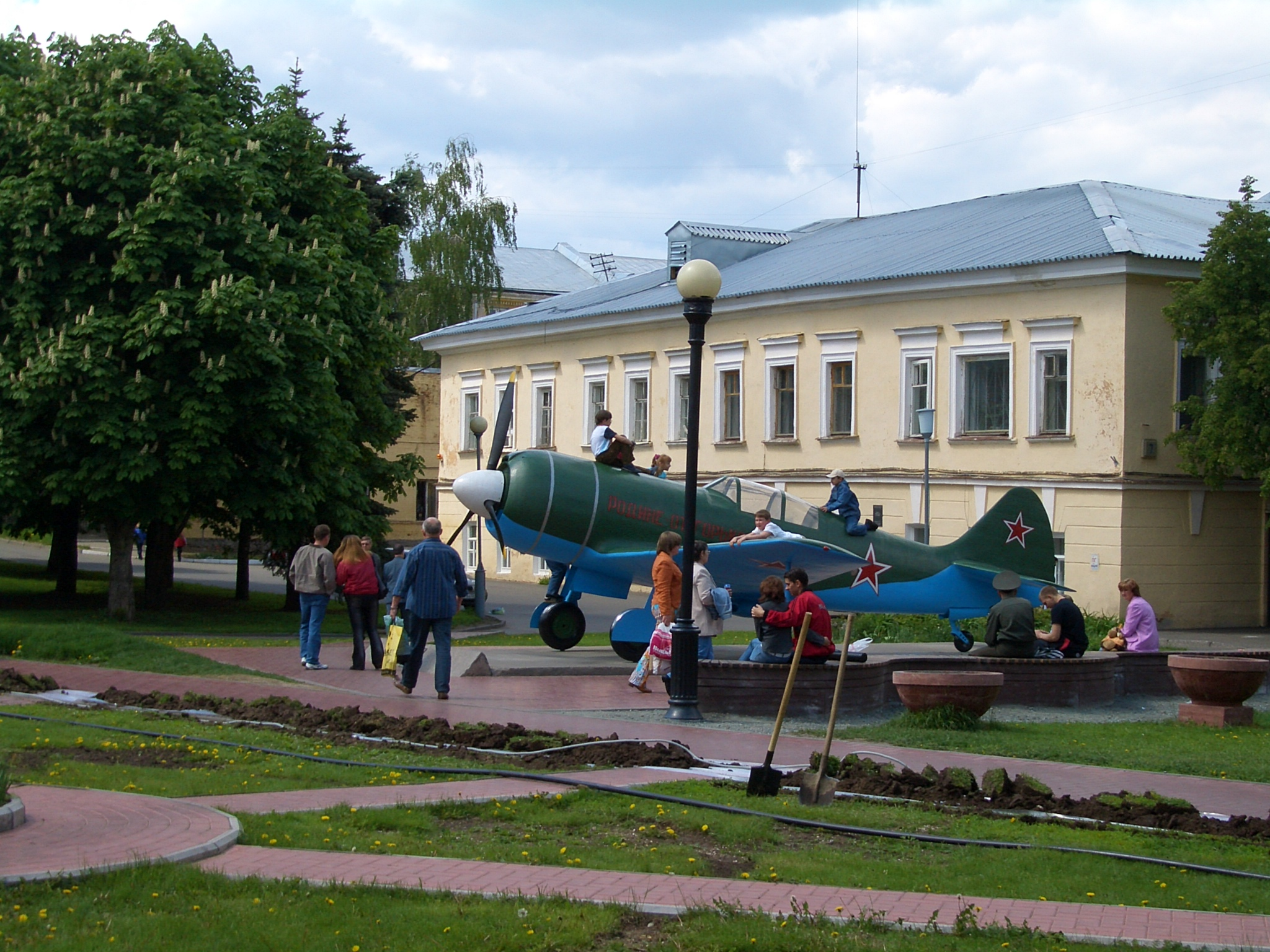
Самолетами Ла-7 полк вооружен в 1946 году.

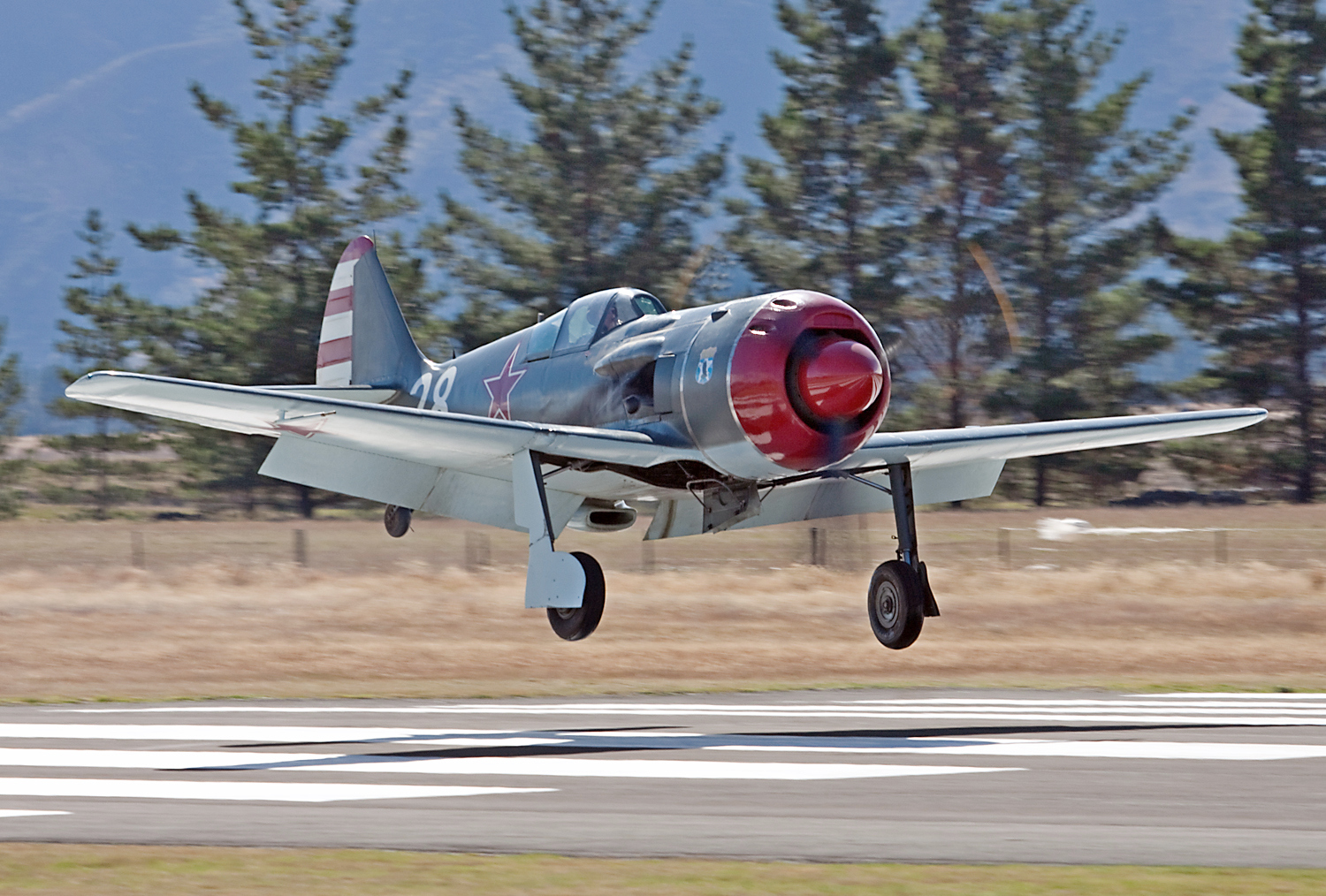
Самолеты Ла-9 полк получил в 1950 году.

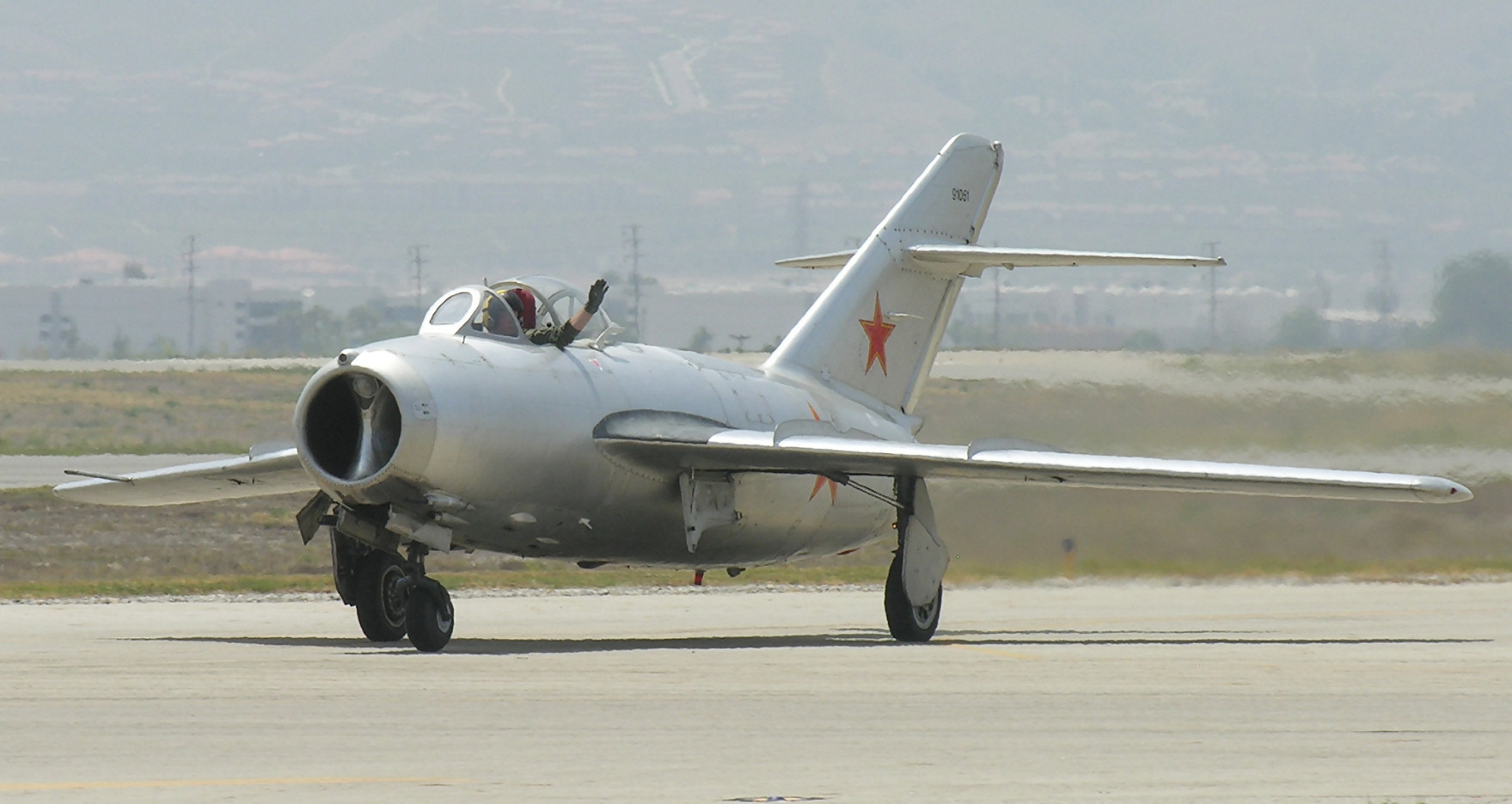
Реактивные истребители МиГ-15 полк начал осваивать в 1952 году.

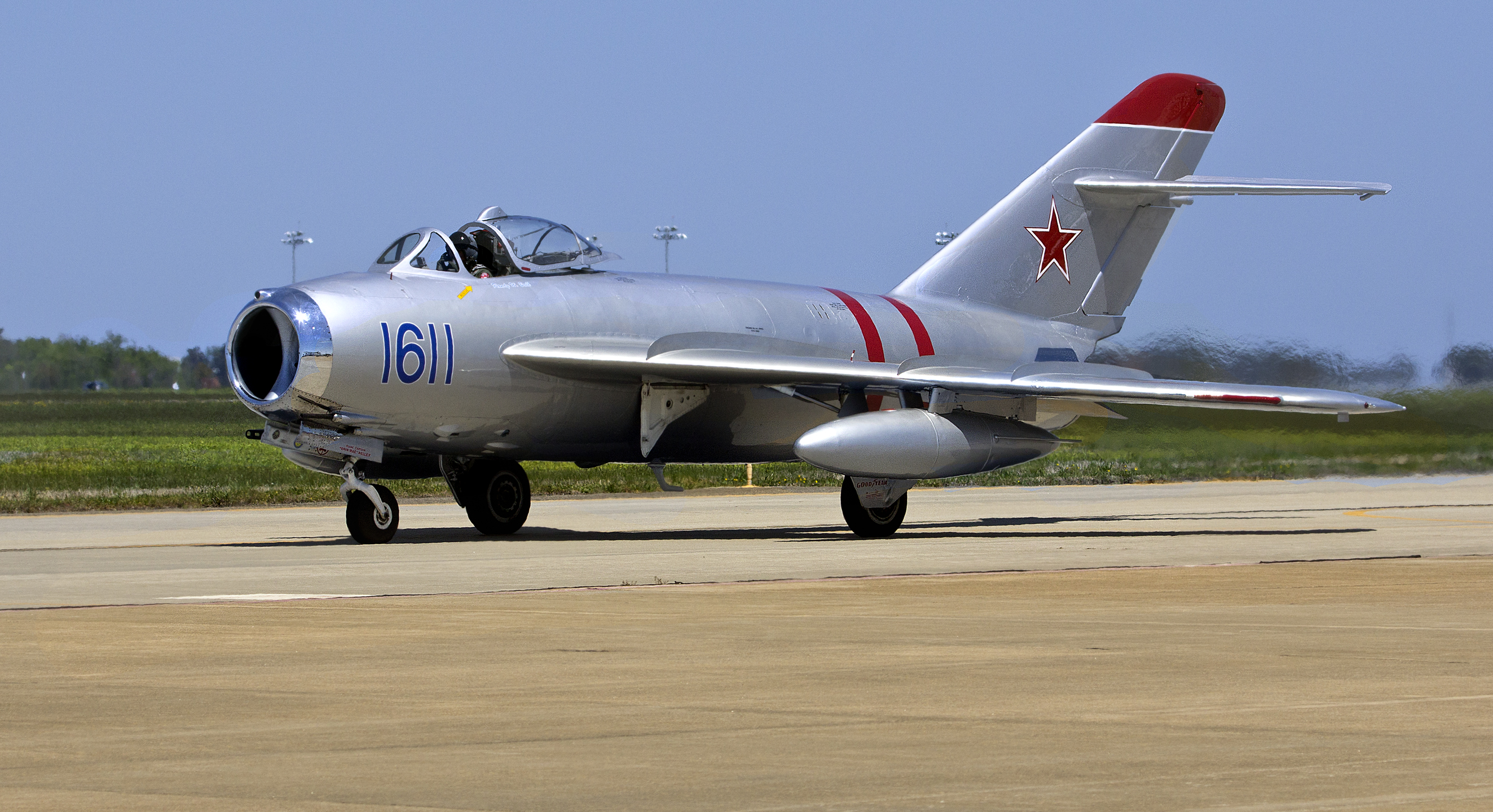
Уже в 1955 году полк получил МиГ-17.

## Наименования полка
- 907-й истребительный авиационный полк ПВО[1][2].
- 907-й истребительный авиационный полк[1][2];
- 907-й истребительный авиационный полк особого назначения[3];
- Войсковая часть (полевая почта) 10379[1][2].

## История и боевой путь полка
907-й истребительный авиационный полк сформирован в составе 125-й истребительной авиадивизии ПВО на аэродроме Хомяково (ныне в черте города Тула) в период с 22 марта по 6 мая 1943 года из личного состава частей истребительной авиации ПВО на самолётах Ла-5 и Як-7б по приказу Командующего ИА ПВО ТС. С 6 по 15 мая 1943 года полк входил в состав 125-й истребительной авиадивизии ПВО Тульского района ПВО.
с 15 мая 1943 года полк приступил к боевой работе на самолётах Ла-5 и Як-7б в составе 101-й истребительной авиадивизии ПВО Воронежского района ПВО (оперативно подчинялась командованию Воронежского фронта). Полк базировался на аэродроме Курск-Восточный.
Первая известная воздушная победа полка в Отечественной войне одержана 22 мая 1943 года: старший лейтенант Гаркуша К. Д., пилотируя Ла-5, в воздушном бою в районе севернее Курска сбил немецкий бомбардировщик Ju-87.
C 9 июня полк вошел в состав 9-го истребительного авиакорпуса ПВО Воронежского района ПВО (развернут на основе 101-й истребительной авиадивизии). Вместе с корпусом полк принимал участие в операциях и битвах:
- Курская битва — с 5 июля 1943 года по 23 августа 1943 года;
- Битва за Днепр — с 26 августа 1943 года по 23 декабря 1943 года.

С 29 июня 1943 года полк вместе с корпусом Воронежского (с октября 1943 г. — Курского; с ноября 1943 г. — Киевского) района ПВО вошел в состав войск вновь образованного Западного фронта ПВО. Осенью 1943 года полк целиком вооружен самолётами Ла-5. В январе 1944 года полк из 9-го истребительного авиакорпуса ПВО передан в состав 148-й истребительной авиадивизии ПВО Курского (с марта 1944 — Львовского) района ПВО Западного фронта ПВО. В апреле в связи с реорганизацией войск ПВО страны в составе 148-й истребительной авиадивизии ПВО включен в 4-й корпус ПВО Северного фронта ПВО (образован 29.03.1944 на базе Восточного и Западного фронтов ПВО). В июле 1944 года в составе дивизии передан в 83-ю дивизию ПВО Северного фронта ПВО, а в сентябре в 14-й корпус ПВО Северного фронта ПВО.
Со 2 октября 1944 года по 14 апреля 1945 года боевых вылетов не производил. Базировался на аэродроме Минск (с 16.07.1944), занимаясь по плану учебно-боевой подготовки. 24 декабря 1944 года в составе дивизии включен в состав войск Западного фронта ПВО (2 формирования) (преобразован из Северного фронта ПВО). В марте 1945 года в составе 148-й истребительной авиадивизии ПВО передан в 5-й Корпус ПВО Западного фронта ПВО. 15 апреля 1945 года полк перебазировался в Германию на аэродром Ландсберг-на-Варте (ныне Гожув-Велькопольский, Польша) и возобновил боевую работу, осуществляя ПВО объектов 1-го Белорусского фронта.
День Победы 9 мая 1945 года полк встретил на аэродроме Ландсберг-на-Варте (ныне Гожув-Велькопольский, Польша).
Всего в составе действующей армии полк находился: с 6 мая 1943 года по 9 мая 1945 года.
Всего за годы войны полком:
- Совершено боевых вылетов — 2680 (днем — 2560; ночью — 120)
- Проведено воздушных боев — 180 (днем — 145; ночью — 35)
- Сбито самолётов противника — 118, из них по годам:
  - 1943 — 62 (днем)
  - 1944 — 54 (днем — 30, ночью — 24)
  - 1945 — 2 (днем)
- Свои потери: летчиков — 10, ИТС — 1.

## Командир полка
- майор Диденко Гавриил Власович[1], 22.03.1943 — 04.09.1943
- майор, подполковник Козлов Николай Александрович, 04.09.1943 — 11.1948
- полковник Яхнов Геннадий Михайлович, 1948—1952

## Послевоенная история полка
После войны полк продолжал входить в состав 148-й истребительной авиационной дивизии ПВО и базировался на аэродроме Ландсберг. С 10 июня 1945 года полк вместе с дивизией вошел в состав 20-й воздушной истребительной армии ПВО Западного округа ПВО. После расформирования 20-й воздушной истребительной армии ПВО и Западного округа ПВО полк вместе с дивизией 14 июля 1946 года вошли в состав 21-й воздушной истребительной армии ПВО Юго-Западного округа ПВО и в период с 28 июля по 9 августа 1946 года из Германии передислоцированы в 21-ю воздушную истребительную армию ПВО Юго-Западного округа ПВО на аэродром Коростень. Полк получил на вооружение новые самолёты Ла-7.
В августе 1947 года полк передислоцировался в Бакинский истребительный авиационный корпус ПВО Бакинской армии ПВО на аэродром Бина (Баку). В октябре 1948 года директивой ГШ ВС СССР № 18778 от 08.10.1948 г. полк выведен из истребительной авиации ПВО и передан в состав 7-й воздушной армии (62-я воздушная армия с 20 февраля 1949 года) Закавказского военного округа.
В марте 1950 года на базе 62-й воздушной армии была сформирована 42-я воздушная истребительная армия ПВО. Истребительная авиации была сведена в авиационные дивизии и корпуса ПВО. Полк директивой ГШ ВС СССР № орг/5/386713 от 20.02.1950 года был вновь переведен в систему ПВО страны и вошел в состав вновь созданной 31-й истребительной авиационной дивизии ПВО 62-го истребительного авиационного корпуса ПВО. В 1950 году полк начал освоение нового типа самолёта — Ла-9. С 1952 года полк получил реактивные самолёты МиГ-15, а с 1955 года — МиГ-17..
18 апреля 1960 года полк расформирован на аэродроме Бина в 31-й истребительной авиационной дивизии ПВО Бакинского округа ПВО с передачей матчасти в 481-й, 962-й, 785-й, 364-й, 676-й, 82-й иап и 2-й гиап (директива МО СССР № орг/6/60686 от 15.03.1960; директива штаба Войск ПВО страны № 11 (ОМУ) от 17.03.1960; директива штаба Бакинского округа ПВО № 0020088 от 21.03.1960; приказ 31 иад ПВО № 0028 от 22.03.1960).

## Отличившиеся воины
- Гаркуша Кузьма Дмитриевич, старший лейтенант, командир эскадрильи 907-го истребительного авиационного полка 101-й истребительной авиационной дивизии ПВО Указом Президиума Верховного Совета СССР от 9 октября 1943 года за образцовое выполнение боевых заданий командования на фронте борьбы с немецко-фашистским захватчиками и проявленные при этом мужество и героизм удостоен звания Герой Советского Союза с вручением ордена Ленина и медали «Золотая Звезда» (№ 1201).
- Поляков Иван Матвеевич, старший лейтенант, командир звена 907-го истребительного авиационного полка особого назначения 148-й истребительной авиационной дивизии ПВО 18 ноября 1944 года удостоен звания Герой Советского Союза посмертно.

## Лётчики-асы полка
Летчики-асы полка, сбившие более 5-ти самолётов противника в воздушных боях.
| Фамилия, имя отчество          | Награды | Сбито самолётов (+ в группе) | Примечание |
| ------------------------------ | ------- | ---------------------------- | --- |
| Азаров Иван Петрович           |         | 5 + 3                        | Лётчик полка: май 1943 — май 1945. Як-7, Ла-5 |
| Башкиров Вячеслав Филиппович   |         | 7 + 2                        | Лётчик полка: май 1943 — май 1945. Як-7, Ла-5. Боевых вылетов: 161; воздушных боев: около 20.                                                                                                |
| Богатников Николай Иванович    |         | 5 + 3                        | Лётчик полка: май — июнь 1943. Як-7. Боевых вылетов: 296; воздушных боев: 19. Погиб 13 июня 1943 г. Разбился в авиационной катастрофе.                                                       |
| Гаркуша Кузьма Дмитриевич      |         | 7 + 5                        | Командир эскадрильи: апрель 1943 — август 1944. Ла-5. Воевал: 253-й иап (июнь 1941 — апрель 1943. И-153, ЛаГГ-3, Ла-5), 495-й иап (август 1944 — май 1945, Ла-5). Боевых вылетов: около 400. |
| Гультяев Григорий Капитонович  |         | 9 + 9                        | Заместитель командира эскадрильи. Апрель 1943 — май 1945 г. Боевых вылетов: 607; воздушных боев: 131.                                                                                        |
| Диденко Гавриил Власович       |         | 16 + 32                      | Командир полка. Боевых вылетов: 381. |
| Карпов Константин Федорович    |         | 5 + 2                        | Летчик полка: май 1943 — май 1945. Ла-5. |
| Киселев Николай Федорович      |         | 9 + 1                        | Летчик полка: апрель 1943—1944. Ла-5. Боевых вылетов: 126; воздушных боев: 23. |
| Клюквин Анатолий Александрович |         | 6 + 2                        | Лётчик полка: март 1943 — май 1945. Боевых вылетов: около 150; воздушных боев: около 15. |
| Ковалев Николай Иванович       |         | 9 + 3                        | Лётчик полка: апрель 1943 — май 1944. Ла-5. Боевых вылетов: 370; воздушных боев: 82. |
| Козлов Николай Александрович   |         | 16 + 3                       | Командир полка. Ла-5. Боевых вылетов: 620; воздушных боев: 130. Два самолёта противника сбиты таранным ударом.                                                                               |
| Малахов Василий Иванович       |         | 6 + 1                        | Лётчик полка: май 1943 — январь 1944. Ла-5. Боевых вылетов: более 300. |
| Мартынов Виктор Дмитриевич     |         | 7 + 3                        | Лётчик полка: май 1943 — май 1945. Боевых вылетов: 137; воздушных боев: 17 |
| Митенков Михаил Михайлович     |         | 6 + 3                        | Лётчик полка: март 1943 — апрель 1944. Як-7, Ла-5 |
| Орлов Алексей Максимович       |         | 7 + 1                        | Лётчик полка: май 1943 — май 1945. Як-7, Ла-5. Боевых вылетов: 210; воздушных боев: 28 |
| Рязанцев Николай Андреевич     |         | 5 + 0                        | Лётчик полка: март 1943 — март 1944. Як-7, Ла-5. Боевых вылетов: 175 |
| Смирнов Георгий Арсентьевич    |         | 6 + 5                        | Лётчик полка: май 1943 — май 1945. Як-7, Ла-5. Боевых вылетов: 362; воздушных боев: 45 |
| Чалый Владимир Петрович        |         | 5 + 0                        | Лётчик полка: май 1943 — май 1945. Ла-5. Боевых вылетов: около 150; воздушных боев: более 10.                                                                                                |